# Frank Corsaro
Francesco Andrea Corsaro, detto Frank (New York, 22 dicembre 1924 – Suwanee, 11 novembre 2017), è stato un regista teatrale e attore statunitense.

## Biografia
Figlio degli immigrati italiani Giuseppe Corsaro e Antonietta Guarino, Frank Corsaro nacque sulla nave con cui i genitori giunsero a New York dall'Argentina. Studiò teatro a Yale e, ancora studente, fece il suo esordio alla regia con un allestimento di A porte chiuse di Sartre in scena al Cherry Lane Theater dell'Off-Broadway nel 1947. Nel 1950 si unì all'Actors Studio e nel 1951 esordì a Broadway ne La bisbetica domata; sarebbe tornato a recitare a Broadway l'anno successivo, in Mrs McThing, e poi per l'ultima volta nel 1953, quando interpretò Launcelot Gobbo in un allestimento de Il mercante di Venezia con Luther Adler nel ruolo di Shylock.
Nel 1953 tornò a dedicarsi alla regia, che sarebbe stata la sua principale occupazione per il resto della sua carriera. Fu proprio nel 1953 che diresse James Dean, Patricia Neal ed Eli Wallach in The Scarecrow nell'Off-Broadway, mentre nel 1955 esordì a Broadway in veste di regista, curando la regia della commedia The Honeys, scritta da Roald Dahl e interpretata dai coniugi Jessica Tandy e Hume Cronyn. Nel 1961 diresse la prima de La notte dell'iguana di Tennessee Williams a Broadway, ma effettivamente lavorò poco alla messa in scena, dato che Bette Davis lo bandì dalla sala prove durante il rodaggio del dramma a Chicago.
Le difficoltà riscontrate a Broadway lo spinsero a lasciare il teatro di prosa per l'opera lirica e nel 1966 ottenne un enorme successo con il suo allestimento de La traviata per la New York City Opera, portato al debutto con Patricia Brooks e Plácido Domingo nei ruoli dei protagonisti. Decisamente di minor successo fu il suo Don Giovanni per la NYCO nel 1972, fischiato durante la prima e stroncato dalla critica. Il rapporto con la NYCO sarebbe stato il più proficuo e longevo della sua carriera e per la compagnia newyorchese curò dozzine di allestimenti, tra cui Madama Butterfly (1967), Faust (1968), Rigoletto (1969), Pelléas et Mélisande (1970), L'affare Makropulos (1970), Summer and Smoke (1972), La Fanciulla del West (1977), Carmen (1984) e La piccola volpe astuta (1981); quest'ultima si avvaleva delle scenografie di Maurice Sendak, suo frequente collaboratore.
Nella stagione 1983/1984 diresse Rinaldo al Metropolitan Opera House con Marilyn Horne e Samuel Ramey. L'esordio all'Opera di Chicago avvenne nel 1984 con un allestimento di La donna senz'ombra, a cui seguirono messe in scena del Faust (1995) e La traviata (2007). Nel 1999 diresse Carmen alla Santa Fe Opera, mentre nel 1966 aveva diretto Carry Nation alla San Francisco Opera. Per la Houston Grand Opera diresse numerose opere, tra cui Il flauto magico (1978), La donna del lago (1981) e Rigoletto (2001). Attivo anche a livello internazionale, diresse La donna del lago alla Royal Opera House nel 1984 e portò in scena al Glyndebourne Festival Opera allestimenti di L'amore delle tre melarance (1982), Where the Wild Things Are (1984, in tournée al National Theatre), L'Heure espagnole (1987) e L'Enfant et les sortilèges (1987). Nel 1988 fu nominato direttore dell'Actors Studio.
Rimasto vedovo nel 2016 dopo la morte del mezzosoprano Mary Cross Lauders, sua moglie dal 1971, Corsaro morì nel 2017 all'età di 92 anni.

## Filmografia parziale

### Attore
- La prima volta di Jennifer (Rachel, Rachel), regia di Paul Newman (1968)